# 神奈川県第18区
神奈川県第18区（かながわけんだい18く）は、日本の衆議院議員総選挙における選挙区。2002年（平成14年）公職選挙法改正による区割りの変更で新設。

## 区域

### 現在の区域
2022年（令和4年）公職選挙法改正以降の区域は以下のとおりである。宮前区は19区に移行した一方、中原区の全域が18区となる。
- 川崎市
  - 中原区
  - 高津区

### 2017年から2022年までの区域
2017年（平成29年）公職選挙法改正から2022年の小選挙区改定までの区域は以下のとおりである。2017年の小選挙区変更により、宮前区神木本町一丁目〜五丁目が9区へ移管され、10区から中原区井田三舞町・井田杉山町が編入された。
- 川崎市[5]
  - 中原区（大戸地区および住吉地区の一部）
    - 宮内1〜4丁目、新城、上新城1・2丁目、新城1〜5丁目、新城中町、下新城1〜3丁目、上小田中1〜7丁目、下小田中1〜6丁目、井田三舞町、井田杉山町

  - 高津区
  - 宮前区（向丘出張所管内の神木本町1〜5丁目を除く）
    - 向ケ丘、けやき平、神木1・2丁目、馬絹、馬絹1〜3丁目、小台1・2丁目、土橋1〜7丁目、有馬1〜9丁目、東有馬1〜5丁目、野川、宮崎、宮崎1〜6丁目、宮前平1〜3丁目、鷺沼1〜4丁目、梶ケ谷、菅生ケ丘、水沢1〜3丁目、潮見台、初山1・2丁目、菅生1〜6丁目、犬蔵1〜3丁目、平1〜6丁目、五所塚1・2丁目、南平台、白幡台1・2丁目

### 2013年から2017年までの区域
2013年（平成25年）公職選挙法改正から2017年の小選挙区改定までの区域は以下のとおりである。
- 川崎市
  - 中原区（大戸地区）[7]
    - 上小田中1〜7丁目、上新城1・2丁目、下小田中1〜6丁目、下新城1〜3丁目、新城、新城1〜5丁目、新城中町、宮内1〜4丁目

  - 高津区
  - 宮前区

### 2013年以前の区域
2002年（平成14年）公職選挙法改正から2013年の小選挙区改定までの区域は以下のとおりである。
- 川崎市
  - 高津区
  - 宮前区

## 歴史
中選挙区制時代は全域が神奈川県第2区に属した。1994年に（平成6年）に小選挙区が設置されたときは、川崎市宮前区が第8区、同市高津区が第9区に、中原区の一部（大戸地区）は第10区に属した。2003年（平成15年）の第43回衆議院議員総選挙を前に、川崎市宮前区と高津区からなる本選挙区が設定され、2013年（平成25年）の区割変更で中原区の一部（大戸地区）が本選挙区に編入された。また2017年の区割り変更により、宮前区向丘出張所管内の神木本町1丁目〜5丁目が9区へ、中原区井田三舞町・井田杉山町の区域が10区から18区へ移行した。
本選挙区が設定されて最初の選挙となる2003年（平成15年）には民主党の樋高剛が当選し、自由民主党の山際大志郎が比例復活した。以後、2005年（平成17年）には山際、2009年（平成21年）には樋高と交互に当選してきたが、2012年（平成24年）以降は山際が当選を続けていた。しかし、2024年（令和6年）には立憲民主党の宗野創が当選し、国民民主党の西岡義高と山際が比例復活した。
第50回衆議院議員総選挙から、神奈川県の選挙区は18から2増の20選挙区に改定された。

## 小選挙区選出議員
| 選挙名                 | 年     | 当選者     | 党派       |
| ---------------------- | ------ | ---------- | ---------- |
| 第43回衆議院議員総選挙 | 2003年 | 樋高剛     | 民主党     |
| 第44回衆議院議員総選挙 | 2005年 | 山際大志郎 | 自由民主党 |
| 第45回衆議院議員総選挙 | 2009年 | 樋高剛     | 民主党     |
| 第46回衆議院議員総選挙 | 2012年 | 山際大志郎 | 自由民主党 |
| 第47回衆議院議員総選挙 | 2014年 | 山際大志郎 | 自由民主党 |
| 第48回衆議院議員総選挙 | 2017年 | 山際大志郎 | 自由民主党 |
| 第49回衆議院議員総選挙 | 2021年 | 山際大志郎 | 自由民主党 |
| 第50回衆議院議員総選挙 | 2024年 | 宗野創     | 立憲民主党 |

## 選挙結果
時の内閣：第1次石破内閣 解散日：2024年10月9日 公示日：2024年10月15日
当日有権者数：41万3241人 最終投票率：55.99%（前回比：1.26%） （全国投票率：53.85%（2.08%））
| 当落 | 候補者名   | 年齢 | 所属党派     | 新旧 | 得票数   | 得票率 | 惜敗率 | 推薦・支持                 | 重複 |
| ---- | ---------- | ---- | ------------ | ---- | -------- | ------ | ------ | -------------------------- | ---- |
| 当   | 宗野創     | 31   | 立憲民主党   | 新   | 68,632票 | 30.72% | ――     | 社会民主党神奈川県連合推薦 | ○    |
| 比当 | 西岡義高   | 47   | 国民民主党   | 新   | 52,596票 | 23.54% | 76.63% |                            | ○    |
| 比当 | 山際大志郎 | 56   | 自由民主党   | 前   | 52,593票 | 23.54% | 76.63% |                            | ○    |
|      | 横田光弘   | 66   | 日本維新の会 | 新   | 27,727票 | 12.41% | 40.40% |                            | ○    |
|      | 君嶋千佳子 | 74   | 日本共産党   | 新   | 21,898票 | 9.80%  | 31.91% |                            |      |

時の内閣：第1次岸田内閣 解散日：2021年10月14日 公示日：2021年10月19日
当日有権者数：45万1301人 最終投票率：57.25%（前回比：5.96%） （全国投票率：55.93%（2.25%））
| 当落 | 候補者名   | 年齢 | 所属党派     | 新旧 | 得票数    | 得票率 | 惜敗率 | 推薦・支持 | 重複 |
| ---- | ---------- | ---- | ------------ | ---- | --------- | ------ | ------ | ---------- | ---- |
| 当   | 山際大志郎 | 53   | 自由民主党   | 前   | 120,365票 | 47.70% | ――     | 公明党推薦 | ○    |
|      | 三村和也   | 46   | 立憲民主党   | 元   | 90,390票  | 35.82% | 75.10% |            | ○    |
|      | 横田光弘   | 63   | 日本維新の会 | 新   | 41,562票  | 16.47% | 34.53% |            | ○    |

- 横田は第40回は神奈川県第3区 (中選挙区)から新党さきがけ公認で立候補したが落選。第47回は神奈川県第3区から次世代の党公認で立候補したが落選。

時の内閣：第3次安倍第3次改造内閣 解散日：2017年9月28日 公示日：2017年10月10日
当日有権者数：43万8374人 最終投票率：51.29%（前回比：2.05%） （全国投票率：53.68%（1.02%））
| 当落 | 候補者名   | 年齢 | 所属党派   | 新旧 | 得票数    | 得票率 | 惜敗率 | 推薦・支持 | 重複 |
| ---- | ---------- | ---- | ---------- | ---- | --------- | ------ | ------ | ---------- | ---- |
| 当   | 山際大志郎 | 49   | 自由民主党 | 前   | 111,285票 | 51.14% | ――     | 公明党     | ○    |
|      | 三村和也   | 42   | 希望の党   | 元   | 66,057票  | 30.36% | 59.36% |            | ○    |
|      | 若林靖久   | 32   | 日本共産党 | 新   | 40,252票  | 18.50% | 36.17% |            | ○    |

- 若林は第47回は神奈川県第8区から立候補したが落選。

時の内閣：第2次安倍改造内閣 解散日：2014年11月21日 公示日：2014年12月2日
当日有権者数：41万9361人 最終投票率：53.34%（前回比：5.76%） （全国投票率：52.66%（6.66%））
| 当落 | 候補者名   | 年齢 | 所属党派   | 新旧 | 得票数   | 得票率 | 惜敗率 | 推薦・支持 | 重複 |
| ---- | ---------- | ---- | ---------- | ---- | -------- | ------ | ------ | ---------- | ---- |
| 当   | 山際大志郎 | 46   | 自由民主党 | 前   | 86,869票 | 39.95% | ――     | 公明党     | ○    |
|      | 中田宏     | 50   | 次世代の党 | 前   | 59,138票 | 27.20% | 68.08% |            | ○    |
|      | 北村造     | 31   | 維新の党   | 新   | 26,691票 | 12.28% | 30.73% |            | ○    |
|      | 塩田儀夫   | 64   | 日本共産党 | 新   | 24,616票 | 11.32% | 28.34% |            |      |
|      | 樋高剛     | 49   | 生活の党   | 元   | 20,105票 | 9.25%  | 23.14% |            | ○    |

- 中田は46回では比例北陸信越ブロック単独で当選（日本維新の会）。2019年7月の第25回参議院議員通常選挙に比例区で出馬したが、落選（自由民主党）。2022年4月に宮本周司が参議院石川県選挙区補欠選挙への立候補に伴い参議院議員を自動失職したため、繰り上げ当選。
- 北村は第49回は東京都第2区かられいわ新選組公認で立候補したが落選。
- 樋高は第48回以降は千葉県第12区から立候補したが落選（第48回は希望の党公認、第49回からは立憲民主党公認）。

時の内閣：野田第3次改造内閣 解散日：2012年11月16日 公示日：2012年12月4日
当日有権者数：35万1874人 最終投票率：59.10% （全国投票率：59.32%（9.96%））
| 当落 | 候補者名   | 年齢 | 所属党派     | 新旧 | 得票数   | 得票率 | 惜敗率 | 推薦・支持   | 重複 |
| ---- | ---------- | ---- | ------------ | ---- | -------- | ------ | ------ | ------------ | ---- |
| 当   | 山際大志郎 | 44   | 自由民主党   | 元   | 82,333票 | 40.92% | ――     | 公明党       | ○    |
|      | 舩川治郎   | 45   | みんなの党   | 新   | 43,873票 | 21.81% | 53.29% | 日本維新の会 | ○    |
|      | 網屋信介   | 55   | 民主党       | 前   | 34,205票 | 17.00% | 41.54% | 国民新党     | ○    |
|      | 樋高剛     | 47   | 日本未来の党 | 前   | 25,279票 | 12.56% | 30.70% | 新党大地     | ○    |
|      | 山崎雅子   | 59   | 日本共産党   | 新   | 15,514票 | 7.71%  | 18.84% |              |      |

- 舩川は第48回以降は兵庫県第2区から立候補したが落選（第48回は無所属、第49回からは立憲民主党公認）。
- 綱屋は鹿児島5区からの国替え。

時の内閣：麻生内閣 解散日：2009年7月21日 公示日：2009年8月18日 （全国投票率：69.28%（1.77%））
| 当落 | 候補者名   | 年齢 | 所属党派   | 新旧 | 得票数    | 得票率 | 惜敗率 | 推薦・支持 | 重複 |
| ---- | ---------- | ---- | ---------- | ---- | --------- | ------ | ------ | ---------- | ---- |
| 当   | 樋高剛     | 43   | 民主党     | 元   | 110,239票 | 48.82% | ――     |            | ○    |
|      | 山際大志郎 | 40   | 自由民主党 | 前   | 82,221票  | 36.41% | 74.58% |            | ○    |
|      | 宗田裕之   | 50   | 日本共産党 | 新   | 15,832票  | 7.01%  | 14.36% |            | ○    |
|      | 藤崎浩太郎 | 30   | みんなの党 | 新   | 14,325票  | 6.34%  | 12.99% |            |      |
|      | 遠山浩子   | 36   | 幸福実現党 | 新   | 3,209票   | 1.42%  | 2.91%  |            |      |

- 藤崎は2011年の横浜市議会議員選挙（青葉区選挙区）に立候補し当選。

時の内閣：第2次小泉改造内閣 解散日：2005年8月8日 公示日：2005年8月30日 （全国投票率：67.51%（7.65%））
| 当落 | 候補者名   | 年齢 | 所属党派   | 新旧 | 得票数    | 得票率 | 惜敗率 | 推薦・支持 | 重複 |
| ---- | ---------- | ---- | ---------- | ---- | --------- | ------ | ------ | ---------- | ---- |
| 当   | 山際大志郎 | 37   | 自由民主党 | 前   | 111,787票 | 53.74% | ――     |            | ○    |
|      | 樋高剛     | 39   | 民主党     | 前   | 77,877票  | 37.44% | 69.67% |            | ○    |
|      | 宗田裕之   | 46   | 日本共産党 | 新   | 18,345票  | 8.82%  | 16.41% |            |      |

時の内閣：第1次小泉第2次改造内閣 解散日：2003年10月10日 公示日：2003年10月28日 （全国投票率：59.86%（2.63%））
| 当落 | 候補者名   | 年齢 | 所属党派   | 新旧 | 得票数   | 得票率 | 惜敗率 | 推薦・支持 | 重複 |
| ---- | ---------- | ---- | ---------- | ---- | -------- | ------ | ------ | ---------- | ---- |
| 当   | 樋高剛     | 37   | 民主党     | 前   | 64,879票 | 37.97% | ――     |            | ○    |
| 比当 | 山際大志郎 | 35   | 自由民主党 | 新   | 58,001票 | 33.95% | 89.40% |            | ○    |
|      | 小川栄一   | 60   | 無所属     | 新   | 15,136票 | 8.86%  | 23.33% |            | ×    |
|      | 平田桂子   | 35   | 無所属     | 新   | 13,267票 | 7.77%  | 20.45% |            | ×    |
|      | 宗田裕之   | 45   | 日本共産党 | 新   | 13,084票 | 7.66%  | 20.17% |            |      |
|      | 竹村英明   | 52   | 社会民主党 | 新   | 5,610票  | 3.28%  | 8.65%  |            | ○    |
|      | 安済清雄   | 63   | 無所属     | 新   | 875票    | 0.51%  | 1.35%  |            | ×    |

- 樋高は第42回では7区より出馬し比例復活（自由党）。